# Geilsheim

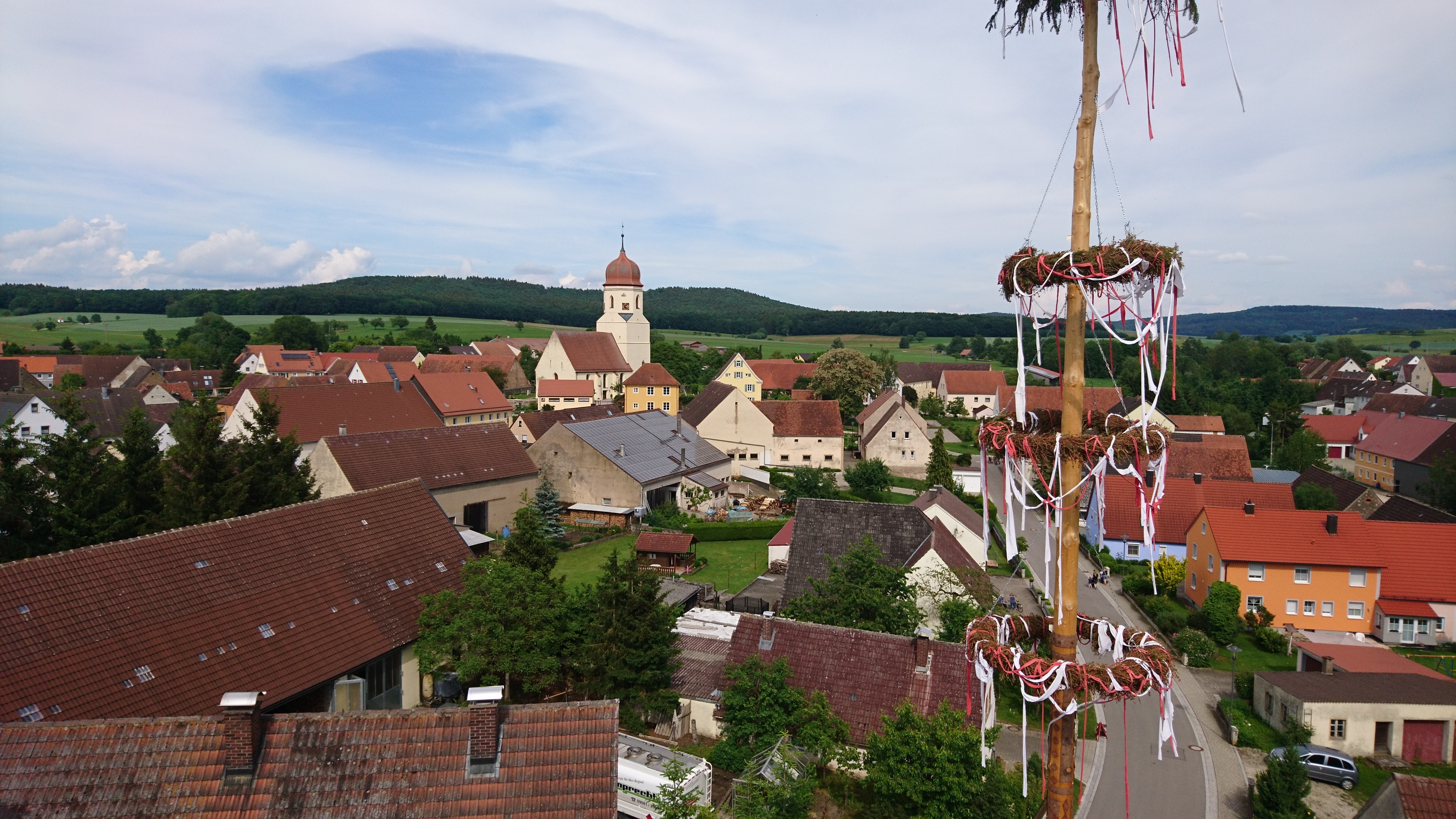
Ortsansicht

Geilsheim ist ein Gemeindeteil der Stadt Wassertrüdingen im Landkreis Ansbach (Mittelfranken, Bayern). Die Gemarkung Geilsheim hat eine Fläche von 12,454 km². Sie ist in 1276 Flurstücke aufgeteilt, die eine durchschnittliche Fläche von 9760,63 m² haben. In ihr liegt neben dem namensgebenden Ort der Gemeindeteil Oberaumühle. In der Gemarkung gibt es 588 Einwohner (Stand März 2023).

## Geografie
Das Pfarrdorf liegt etwa drei Kilometer südöstlich von Wassertrüdingen am Grundbach, einem linken Zufluss der Wörnitz. Am östlichen Ortsende fließt der Sulzbach zu, in der Ortsmitte ein weiterer, teils verrohrter Bach. Alle drei entspringen auf dem nordöstlich gelegenen bewaldeten Wachtlerberg (587 m ü. NHN). Der Ort ist von Acker- und Grünland mit vereinzeltem Baumbestand umgeben. Im Nordwesten heißt die Flur Pitelberg, im Nordosten Streng, im Osten Altenbühl, im Süden Röte, Fuchsloch und Hart, im Südwesten Mühlberg und im Westen Hoher Buck und Hoher Berg.
Die Staatsstraße 2218 führt nach Zollhaus zur Staatsstraße 2221 (2,5 km westlich) bzw. nach Ostheim zur Bundesstraße 466 (3,2 km östlich). Gemeindeverbindungsstraßen führen nach Obermögersheim (2,8 km nördlich) und zur Staatsstraße 2221 (2,5 km südwestlich).

## Geschichte
Von 1198 bis Ende des 15. Jahrhunderts ist eine niederadelige Familie von Geilsheim nachweisbar, 1198 und 1208: Marquardus de Giselsheim. 1471 bestätigte Ulrich von Geilsheim, dass er acht Hofstätten zu Laubenzedel, Ortsteil von Gunzenhausen, als kloster-ellwangische Lehen erhalten hat. Das Wappen der Herren von Geilsheim befindet sich auf dem Epitaph des Hans von Haldermannstetten, genannt Stettner (gest. 19. Juni 1502) in der Schwanenritterkapelle in St. Gumbertus in Ansbach, denn seine Mutter war Margaretha, geb. von Geilsheim, genannt 1481. Das Wappen zeigt eine auf einer Spitze stehende quadratische Gürtelschnalle mit waagrechtem Dorn. In der Helmzier befindet sich die Gürtelschnalle zwischen zwei Büffelhörnern.
1273 wurde ein Ortsadeliger erwähnt: Friedrich von Geilsheim verkaufte seine Güter zu „Phlunuelt“ (Pflaumfeld) der Deutschordenskommende Eschenbach. Geilsheim wurde nach einem adeligen Gutsbesitzer namens Gisel „Giselshaim“ benannt. Ursprünglich bestand der Ort aus zwei eigenständigen Dörfern (Geilsheim und das südlich davon gelegene Bühl) mit jeweils einer eigenen Pfarrei, die 1313 zusammengelegt wurden. Von dieser ehemaligen Eigenständigkeit zeugen noch zwei Kirchen, die evangelische Heilig-Kreuz-Kirche als Hauptkirche und die in Bühl gelegene, ebenfalls evangelische Andreaskapelle, die zu besonderen Anlässen noch in gottesdienstlichem Gebrauch ist und sich durch ihr hohes Alter und die mittelalterlichen Fresken im Chorraum auszeichnet.
Im Dreißigjährigen Krieg wurde die Geilsheimer Kirche 1646 von schwedischen Truppen in Brand gesteckt, wobei zahlreiche Bewohner des Ortes starben, die sich dorthin geflüchtet hatten. Zum Wiederaufstieg des Ortes trugen rund 130 Glaubensflüchtlinge (Exulanten) aus Österreich bei, die hier nach Kriegsende eine neue Heimat fanden.
Geilsheim lag im Fraischbezirk des ansbachischen Oberamtes Hohentrüdingen. Das ansbachische Kastenamt Hohentrüdingen übte die Dorf- und Gemeindeherrschaft aus. Gegen Ende des 18. Jahrhunderts gab es in Geilsheim 114 Anwesen. Außerdem gab es eine Kapelle, ein Pfarrhaus, ein Schulhaus und ein Fallhaus. Grundherren waren
- das Fürstentum Ansbach (921⁄2 Anwesen; Verwalteramt Auhausen: 9 Lehengüter, 6 Söldengüter, 4 Sölden, 5 Söldenhäuser, 2 Halbhäuser; Kastenamt Gunzenhausen: 1 Lehengut; Verwalteramt Heidenheim: 7 Sölden, 1 Söldenhaus, zur Hälfte mit Kastenamt Hohentrüdingen: 1 halber Meierhof, 2 Viertelmeierhöfe, 1 Halbhof, 2 Halbhöfe; Kastenamt Hohentrüdingen: 1 Braustatt, 4 Sölden, 2 Häuser, zur Hälfte mit Verwalteramt Heidenheim: 1 halber Meierhof, 2 Viertelmeierhöfe, 1 Hof, 2 Halbhöfe, zur Hälfte mit Kloster Rebdorf: 2 Höfe, 2 Halbhöfe, 3 Huben, 1 Zweidrittelhube, 1 Drittelhube; Verwalteramt Rechenberg: 1 Wirtschaft mit Braurecht, 2 Lehengüter, 11 Sölden, 1 Sölde mit Badrecht, 12 Söldenhäuser, 2 Söldenhäuser mit Schmiedrecht, 1 Söldenhaus mit Wirtschaft, 1 Söldengut mit Brau- und Branntweinrecht, 2 Häuslein, 2 Halbsölden, 6 halbe Söldenhäuser)
- das Fürstentum Oettingen-Spielberg (3 Anwesen; Evangelisches Oberamt Oettingen: 1 Sölde, 2 Halbsölden)
- das Hochstift Eichstätt (9 Anwesen; Kollegiatstift Herrieden: 1 Hof, 4 Halbhöfe, 1 Viertelhof, 1 Haus; Stadtvogteiamt Herrieden und Propsteiamt Herrieden: 2 Halbhöfe)
- das Kloster Rebdorf (61⁄2 Anwesen; 1 Widemhof, zur Hälfte mit Kastenamt Hohentrüdingen: 2 Höfe, 2 Halbhöfe, 3 Huben, 1 Zweidrittelhube, 1 Drittelhube)
- das Rittergut Wald-Laufenbürg (1 Söldengut)
- Freieigen waren 2 Häuser.[11][12] Von 1797 bis 1808 unterstand der Ort dem Justiz- und Kammeramt Heidenheim.[13]

1806 kam Geilsheim an das Königreich Bayern. Infolge des Gemeindeedikts wurde 1809 der Steuerdistrikt und die Ruralgemeinde Geilsheim gebildet, zu dem bzw. zu der Oberaumühle, Schobdach und Zollhaus gehörten. Mit dem Zweiten Gemeindeedikt (1818) wurden zwei Ruralgemeinden gebildet:
- Geilsheim mit Oberaumühle,
- Schobdach mit Zollhaus.[15][16]

Die Gemeinde Geilsheim war in Verwaltung und Gerichtsbarkeit dem Landgericht Wassertrüdingen zugeordnet und in der Finanzverwaltung dem Rentamt Wassertrüdingen (1919 in Finanzamt Wassertrüdingen umbenannt, 1932–1973 Finanzamt Gunzenhausen, seit 1973 Finanzamt Ansbach). Die Verwaltung übernahm 1862 das neu geschaffene Bezirksamt Dinkelsbühl (1939 in Landkreis Dinkelsbühl umbenannt). Die Gerichtsbarkeit blieb beim Landgericht Wassertrüdingen (1879 in das Amtsgericht Wassertrüdingen umgewandelt), von 1956 bis 1970 war das Amtsgericht Gunzenhausen zuständig und von 1970 bis 1973 das Amtsgericht Dinkelsbühl, das seit 1973 eine Zweigstelle des Amtsgerichtes Ansbach ist. Die Gemeinde Geilsheim hatte 1964 eine Gebietsfläche von 12,466 km². Mit der Auflösung des Landkreises Dinkelsbühl im Jahr 1972 kam Geilsheim an den Landkreis Ansbach. Im Zuge der Gebietsreform in Bayern wurde die Gemeinde am 1. Mai 1978 nach Wassertrüdingen eingegliedert.

### Baudenkmäler

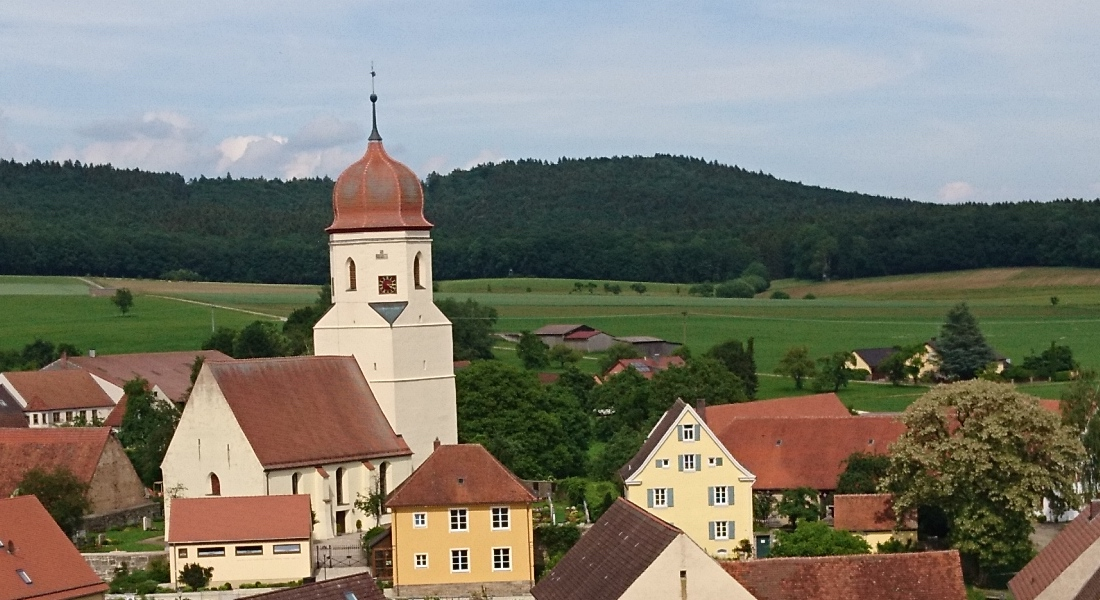
Heilig-Kreuz-Kirche

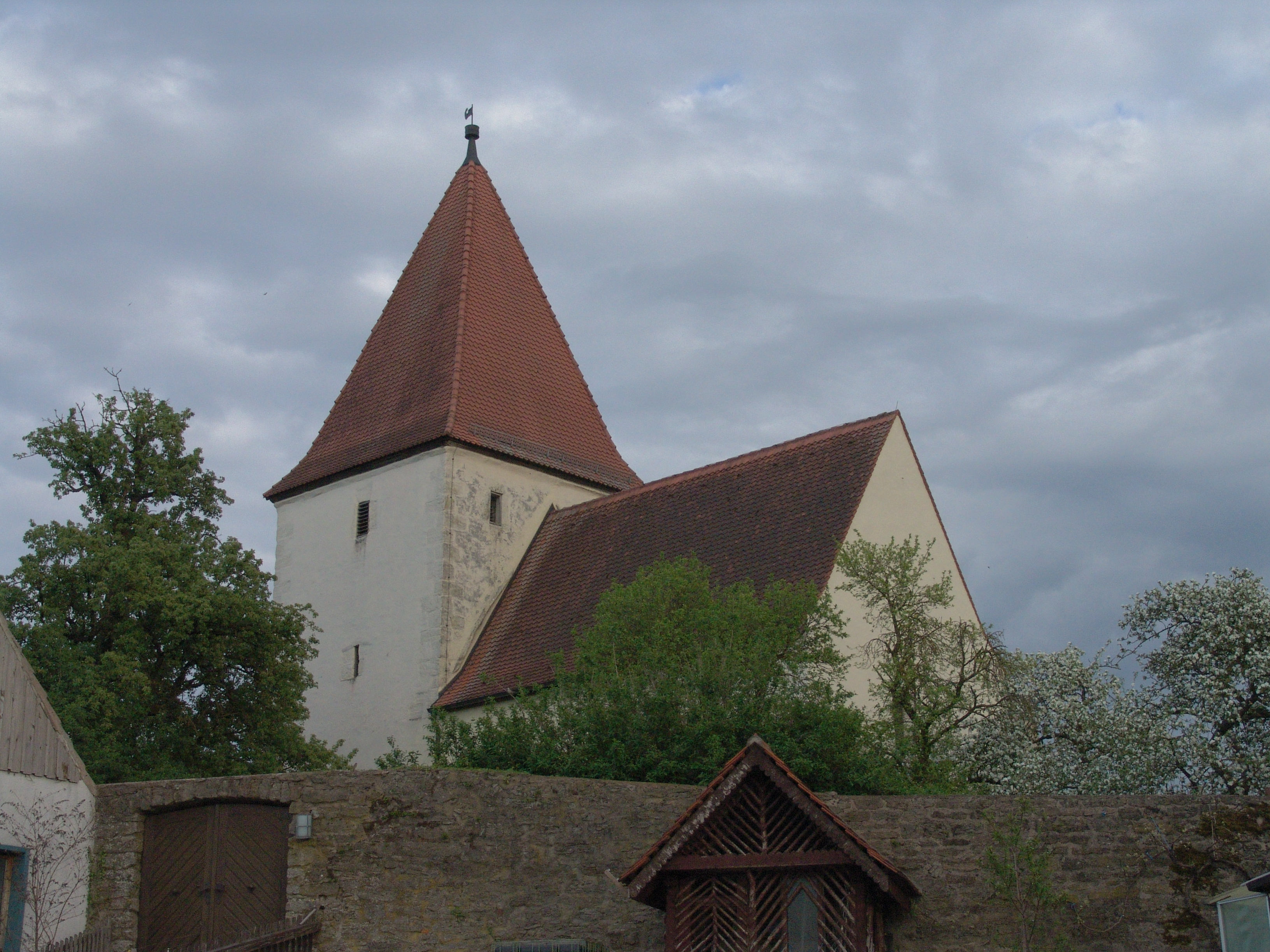
St. Andreas

In Geilsheim gibt es fünf Baudenkmäler:
- Geilsheim 62: Widenbauernhof: Dreiseithof, ursprünglich eingeschossiges Fachwerkhaus, (dendrochronologisch datiert) 1647, Errichtung des Obergeschosses (dendrochronologisch datiert) 1679, weitgehender Ersatz des ursprünglichen Fachwerkgefüges in Bruchsteinmauerwerk mit Wappenstein des Klosters Rebdorf, (dendrochronologisch datiert) bezeichnet „1738“; Scheune, breitgelagerter verputzter Satteldachbau, (dendrochronologisch datiert) 1867; ehemaliger Schweinestall, kleiner Putzbau mit Satteldach, Bruchsteinmauerwerk, 19. Jahrhundert; Teilstücke der massiven Einfriedung
- Geilsheim 64: Ehemaliger Pfarrhof: Pfarrhaus, zweigeschossiger Putzbau mit Steildach, 18. Jahrhundert; Nebengebäude, kleiner verputzter Satteldachbau, gleichzeitig; Einfriedung, barocke Sandsteinpfeiler mit Kugelbekrönung und Werksteinmauer, gleichzeitig; ehemalige Scheune, verputzter Satteldachbau, gleichzeitig
- Geilsheim 68: Evangelische Pfarrkirche, ehemals Heilig Kreuz, gotische Chorturmkirche, im Kern 14. Jahrhundert, angefügtes Langhaus Anfang 16. Jahrhundert, Turmoktogon und Glockenhaube 1727; mit Ausstattung; Friedhofsmauer, spätmittelalterliche Bruchsteinmauer mit eingelassenen Grabsteinen
- Evangelische Kapelle, ehemals St. Andreas, gotische Chorturmkirche des 14. Jahrhunderts mit angefügtem Langhaus von 1746; mit Ausstattung; Friedhofsmauer, spätmittelalterliche Bruchsteinmauer mit Treppenaufgang
- Scheune, sogenannter Seestadel, breitgelagerter doppeltoriger Halbwalmdachbau, bez. 1784

### Bodendenkmäler
In der Gemarkung Geilsheim gibt es 17 Bodendenkmäler.

### Einwohnerentwicklung
Gemeinde Geilsheim
| Jahr      | 1818   | 1840   | 1852   | 1855   | 1861   | 1867   | 1871   | 1875   | 1880   | 1885   | 1890   | 1895   | 1900   | 1905   | 1910   | 1919   | 1925   | 1933   | 1939   | 1946   | 1950   | 1952   | 1961   | 1970   |
| Einwohner | 785    | 740    | 733    | 712    | 715    | 718    | 738    | 691    | 708    | 702    | 681    | 670    | 689    | 680    | 661    | 649    | 692    | 660    | 624    | 912    | 911    | 837    | 688    | 653    |
| Häuser    | 127    | 127    |        |        |        |        | 152    |        |        | 165    | 163    |        | 160    |        |        |        | 146    |        |        |        | 143    |        | 145    |        |
| Quelle    | [ 22 ] | [ 23 ] | [ 24 ] | [ 24 ] | [ 25 ] | [ 26 ] | [ 27 ] | [ 28 ] | [ 29 ] | [ 30 ] | [ 31 ] | [ 24 ] | [ 32 ] | [ 24 ] | [ 33 ] | [ 24 ] | [ 34 ] | [ 24 ] | [ 24 ] | [ 24 ] | [ 35 ] | [ 24 ] | [ 17 ] | [ 36 ] |

Ort Geilsheim
| Jahr      | 001818 | 001840 | 001861 | 001871 | 001885 | 001900 | 001925 | 001950 | 001961 | 001970 | 001987 | 002006 | 002016 | 002023 |
| Einwohner | 729    | †740   | 701    | 728    | 691    | 682    | 685    | 905    | 683    | 648    | 618    | *539   | *504   | *588   |
| Häuser    | 126    | †127   |        |        | 163    | 158    | 145    | 142    | 144    |        | 169    |        |        |        |
| Quelle    | [ 22 ] | [ 23 ] | [ 25 ] | [ 27 ] | [ 30 ] | [ 32 ] | [ 34 ] | [ 35 ] | [ 17 ] | [ 36 ] | [ 37 ] | [ 38 ] | [ 38 ] | [ 2 ]  |

## Religion
Der Ort ist seit der Reformation evangelisch-lutherisch geprägt und Sitz der Pfarrei Heilig Kreuz. Die Einwohner römisch-katholischer Konfession waren ursprünglich nach St. Maria Magdalena (Cronheim) gepfarrt, heute ist die Pfarrei Heilig Geist (Wassertrüdingen) zuständig.

## Bildung und Kultur
Die Grundschule wurde bereits in den 1980er Jahren geschlossen. Danach war im ehemaligen Schulgebäude eine Einrichtung für Kinder mit Sprachschwächen (SVE – Schulvorbereitende Einrichtung) untergebracht. Im Jahre 2007 wurde das Gebäude erheblich verändert. Das neue Feuerwehrhaus wurde angebaut, die Pausenhalle abgerissen und diverse Räumlichkeiten renoviert. Als „Dorfgemeinschaftshaus“ wird die Fläche der ehemaligen Klassenräume heute vielfältig von der Dorfgemeinschaft genutzt (bspw. Theater, Versammlungen).

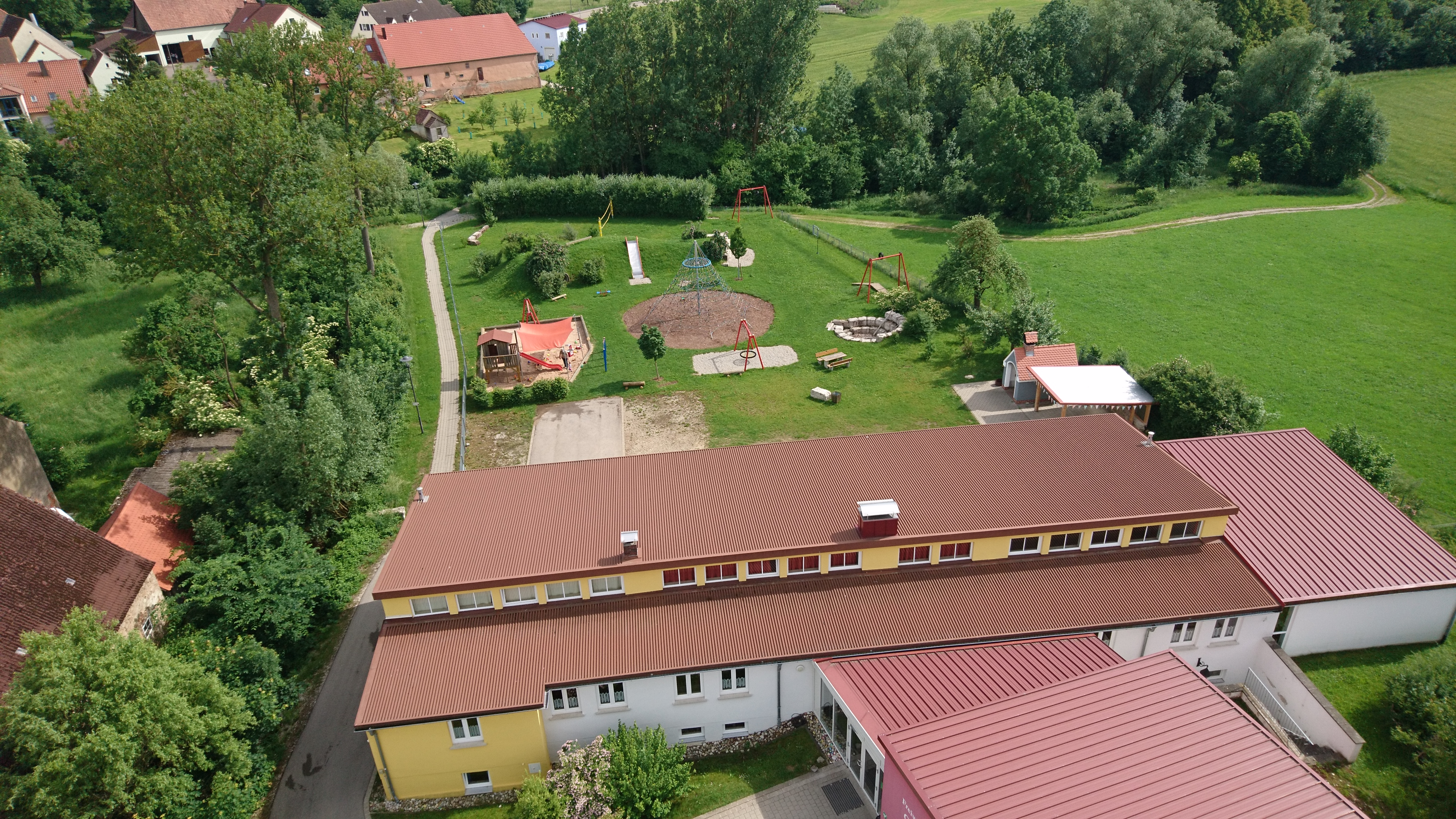
Geilsheim Dorfgemeinschaftshaus und Spielplatz

Der örtliche Kindergarten wurde 2004 geschlossen und das Gebäude zur Nutzung als Wohnhaus verkauft.
Außer dem Sportgelände mit Fußballplatz und Tennisplatz gibt es seit 2008 auch das Ultraleichtfluggelände Geilsheim.

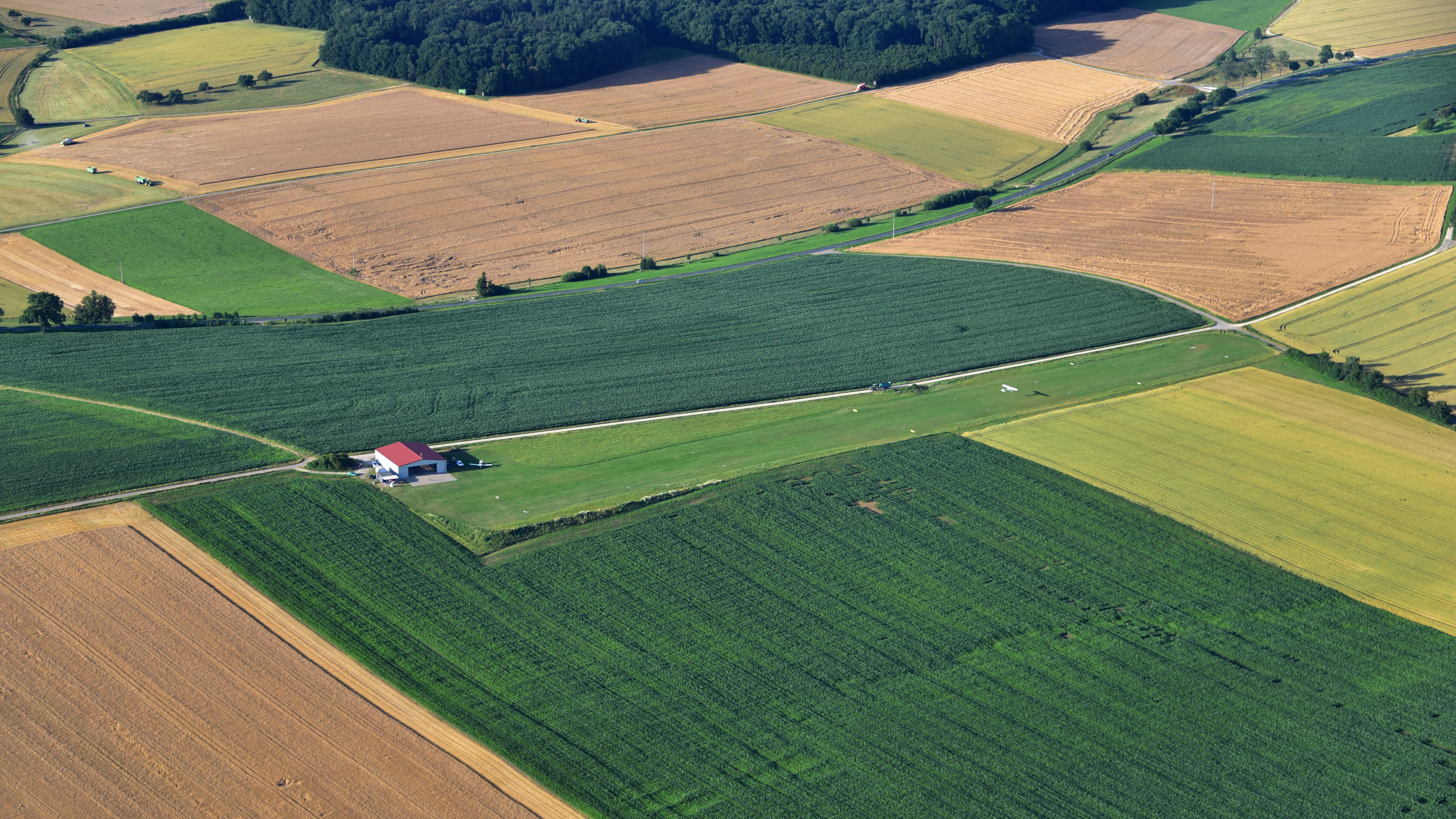
Ultraleichtfluggelände Geilsheim, Luftaufnahme (2016)

Beim Wettbewerb „Unser Dorf soll schöner werden“ erhielt Geilsheim 1981 die Goldmedaille der Bayerischen Staatsregierung. Der Ort wird durch ein reichhaltiges kulturelles Leben sowie den großen Zusammenhalt unter den Einwohnern geprägt. So ist es auch nicht verwunderlich, dass die Theateraufführungen des Geilsheimer Kulturvereins im Gemeinschaftshaus alljährlich zu den Höhepunkten in der Adventszeit zählen. Der nahe Turtelberg ist ebenfalls jährlicher Veranstaltungsort des Kulturvereins (Turtelbergfest im August). Von hier aus hat man eine Aussicht bis in den Jura, ins Oberland und ins Wörnitztal. Die römische Geschichte hat auch bei Geilsheim ihre Spuren hinterlassen: Am Fuße des Turtelberges befinden sich die Überreste einer „Villa rustica“ unter der Erdoberfläche.

## Persönlichkeiten
In Geilsheim wurde am 9. Dezember 1862 Georg Bickel geboren. Er starb am 13. Juli 1924 in Mönchsroth, wo er Pfarrer war. Er wird als „Malerpfarrer“ bezeichnet.